# Архиепархия Сорокабы
Архиепархия Сорокабы (лат. Archidioecesis Sorocabana) — архиепархия Римско-католической церкви c центром в городе Сорокаба, Бразилия. В митрополию Сорокабы входят епархии Жундиаи, Итапевы, Итапетининги, Режистру. Кафедральным собором архиепархии Сорокабы является собор Пресвятой Девы Марии.

## История
4 июля 1924 года Римский папа Пий XI издал буллу Ubi praesules, которой учредил епархию Сорокабы, выделив её из архиепархии Сан-Паулу и епархии Таубате. В этот же день епархия Сорокабы вошла в митрополию Сан-Паулу.
2 марта 1968 года епархия Сорокабы передала часть своей территории в пользу возведения новой епархии Итапевы.
29 апреля 1992 года Римский папа Иоанн Павел II издал буллу Brasilienses fideles, которой возвёл епархию Сорокабы в ранг архиепархии.
15 апреля 1998 года архиепархия Сорокабы передала часть своей территории новой епархии Итапетининги.

## Ординарии архиепархии
- епископ José Carlos de Aguirre (4.07.1924 — 8.01.1973);
- епископ José Melhado Campos (8.01.1973 — 20.03.1981);
- архиепископ José Lambert Filho (20.03.1981 — 4.05.2005);
- архиепископ Eduardo Benes de Sales Rodrigues (4.05.2005 — 28.12.20, в отставке);
- архиепископ Júlio Endi Akamine, S.A.C. (28.12.2016 — по настоящее время).

## Источник
- Annuario Pontificio, Ватикан, 2007
- Булла Gravissimum supremi Архивная копия от 16 мая 2014 на Wayback Machine  (лат.)